# Dějiny peněz

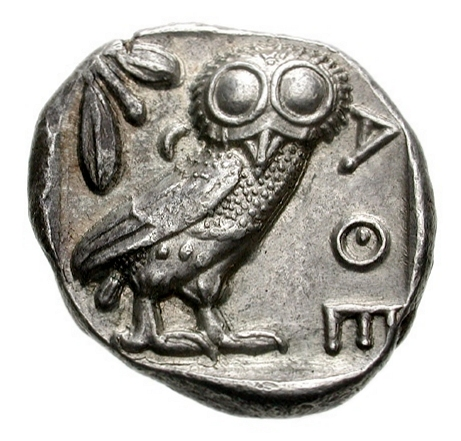
Athénská tetradrachma, 449–404 př. n. l., 17 g stříbra

Dějiny peněz znamenají jednak dějiny platidel jako hmotných prostředníků směny (mince, bankovky), jimiž se zabývá numismatika, jednak dějiny měny jako abstraktní zákonné normy peněz. Zavedení peněz předcházela přírodní platidla, od mušlí po drahé kovy, která měla i svoji vlastní užitnou hodnotu. Peníze začínají ražbou, která měla zaručovat váhu a ryzost dané mince jako kousku kovu. Další vývoj směřoval jednak k normování měny státem, jednak k posilování nehmotné či fiduciární povahy platidel, která vedla k zavedení mincí z obecných kovů a papírových platidel (peníze s nuceným oběhem). V současné době je větší část peněžních zásob v ekonomice tvořena nehmotnými účetními či virtuálními penězi.

## Předchůdci peněz

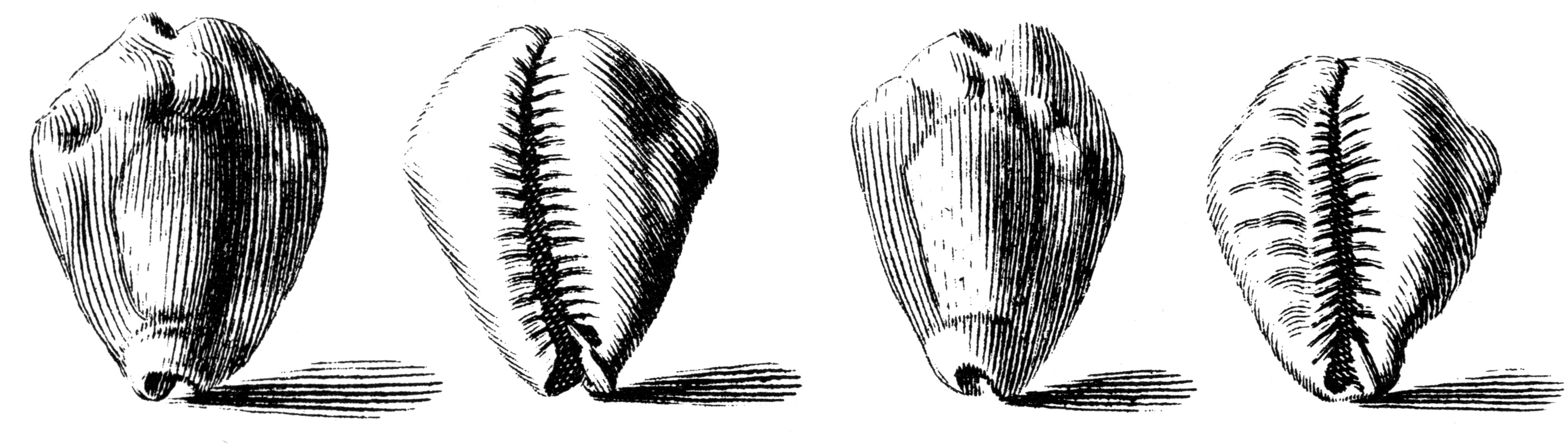
Mušle kauri

Prostá směna zboží za zboží čili barterový obchod narážela na problém „dvojí shody potřeb" (angl. double coincidence): kdo chtěl směnit vajíčka za boty, musel najít někoho, kdo nejen měl boty na směnu, ale zároveň byl ochoten za ně přijmout vajíčka. Proto se už v předhistorických společnostech začal prosazovat zprostředkovaný obchod pomocí vzácných, žádoucích a trvanlivých předmětů, které byl každý ochoten přijmout, i když je právě nepotřeboval. Nejznámějšími příklady jsou mušle kauri a podle zprávy cestovatele Ibrahima ibn Jakuba se v našich zemích v polovině 10. století platilo kousky plátna. Postupně se však prosadily hlavně drahé kovy, protože byly vzácné, trvanlivé a přitahovaly i svým leskem. Kromě toho měly velmi malý objem a daly se téměř libovolně odvažovat a dělit. Vážené stříbro se jako zprostředkovatel směny užívalo například v Mezopotámii už od 5. tisíciletí př. n. l.
Podle některých historiků ale peníze nejprve představovaly úvěr a až potom hodnotu pro výměnu. Také většina otroků nebyla vlastněna, ale pracovala na splacení dluhu. Chartalismus také poukazuje na to, že motivací k zavedení peněz byly také daně. Ovšem starověký Egypt neznal peníze a přesto vybíral daně.
Tradičně se tedy původ peněz snaží vysvětlit komoditní (bartrová) teorie a chartalistická teorie, ale existuje možnost, že důvodem zavedení peněz mohl být dálkový obchod.

## Mince

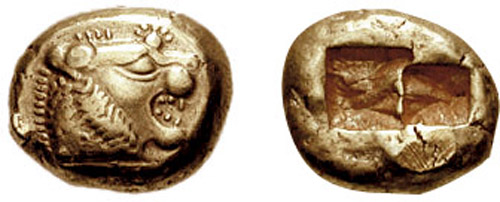
Statér z Lýdie, 640 př. n. l., váha 4,71 g elektronu

Mince patrně vznikly normováním kousků drahého kovu, aby je nebylo třeba vážit. Chammurapiho zákoník z doby okolo roku 1770 př. n. l. už definuje zrnka stříbra jako jednotky, které se nevážily, nýbrž počítaly. První mince v západní civilizaci vznikly koncem 7. století př. n. l. ve městech Malé Asie, kde se kapky elektra (přírodní směsi zlata a stříbra) označovaly raženou značkou města či panovníka a nazývaly statér. Souvislost s vážením potvrzuje i to, že názvy starých mincí často současně znamenaly i váhové jednotky, jako talent, šekel, peso nebo libra.
Jakmile se ražené mince prosadily, mohl ovšem vznikat rozdíl mezi nominální hodnotou mince a skutečným obsahem drahého kovu. Se zákonným stanovováním měny začala už řecká města, prosadili je však až římští císařové. Až do konce 19. století se měna definovala tzv. měnovým číslem, které určovalo, kolik mincí se vyrazí z určitého množství drahého kovu. Ve starověkých Athénách se z talentu stříbra (asi 21 kg) razilo 6.000 drachem. Protože se ve Středomoří užívaly jak zlaté (na východě), tak také stříbrné (v Řecku) a bronzové (Řím) mince, vznikly také různé měnové systémy a už císař Konstantin se pokusil zavést jednotnou zlatou měnu (solidus).
V politicky roztříštěném středověku vznikaly a zanikaly různé měny, často jen místního významu, které měly podobnou historii: založil je měnovou reformou panovník, ale postupně se obsah drahého kovu snižoval, až mince ztratila důvěru a zmizela. To byla středověká podoba inflace. Potřeba neustálého směňování různých mincí vedla ke vzniku bank (z italského banco, lavice, na níž směnárník seděl), nicméně obchod silně komplikovala. V pozdním středověku se proto panovníci snažili měnu centralizovat, případně stanovovat i její směnný poměr.
S rozvojem obchodu a zejména válečných výdajů v raném novověku vznikala také nouze o drahé kovy. Proto za války s Turky dal velmistr Maltézského řádu roku 1565 razit drobné měděné mince s nápisem „Ne kov, nýbrž důvěra“ (lat. Non aes sed fides). Vyjádřil tak skutečnost, že hodnota mince přestávala záviset na obsahu kovu a byla dána pouze rozhodnutím panovníka – a ovšem ochotou trhu minci v této hodnotě přijímat. Španělský import stříbra z Ameriky kromě toho prudce srazil jeho cenu vůči zlatu a zpochybnil ho tak jako základ měny.

## Bankovky

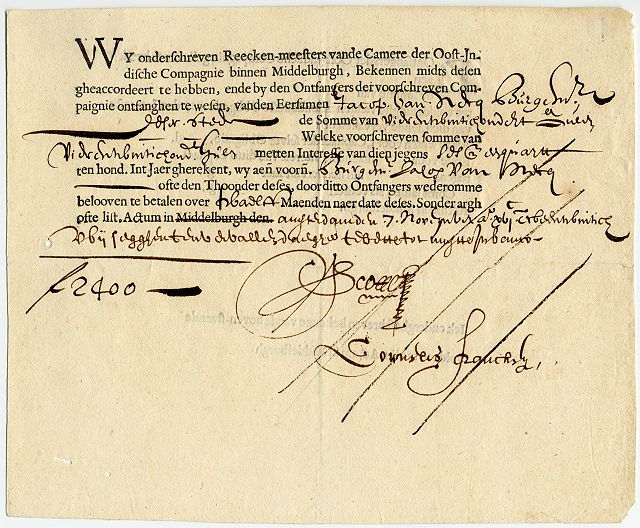
Dluhopis holandské Východoindické společnosti, 1622

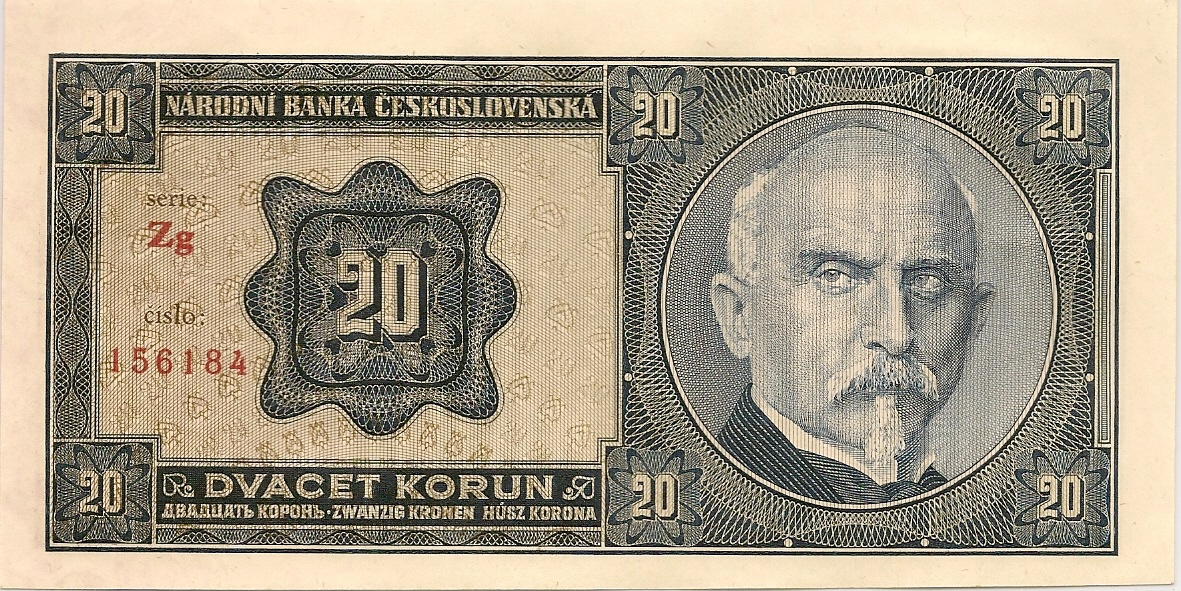
Dvacetikoruna z roku 1926

Přechod na fiat měnu bez obsahu kovu a založenou pouze na důvěře obchodníků připravil vznik směnek. Zajímavou formu směnky představovaly anglické tally sticks, původně dřevěné hůlky se zářezy, které označovaly sumu. Hůlka se rozštípla na dvě poloviny tak, aby na obou byly zářezy vidět, a představovala původně potvrzení o zaplacené dani: polovinu si nechal výběrčí a druhou plátce. Postupem času se ukázalo, že hůlky mohou sloužit i jako platidlo a byly v Anglii v oběhu až do 18. století. Papírové směnky, původně potvrzení o uložených penězích, mohly být vystaveny „na doručitele“, takže je za mince mohl vyměnit v bance kdokoli.
Z papírových směnek se v Číně vyvinuly státní bankovky s pevnými hodnotami už v 11. století, v Evropě se první bankovky objevily v roce 1661, kdy je z nedostatku stříbrných mincí začala vydávat stockholmská banka. Lidé je však přijímali dosti neochotně, zvlášť když se ukázalo, že je může postihnout „bankrot“, stav, kdy banka svůj závazek nechce nebo nemůže krýt. Tyto skutečné bankovky se pak užívaly až do 20. století. Anglická banka (Bank of England) dostala monopol na jejich vydávání roku 1694, kdežto například v USA je vydávaly tisíce bank, často jen s místní působností, až do roku 1913.
První státní bankrot následoval po zavedení státních bankovek ve Francii anglickým dobrodruhem J. Lawem roku 1720 a jeho následky přispěly ke vzniku Francouzské revoluce. V Rakousku a dalších evropských zemích byly papírové peníze a povinnost je přijímat uzákoněny až ke krytí dluhů státu po napoleonských válkách a lidé se jim velmi dlouho bránili. Teprve ve 20. století se bankovky úplně oddělily od drahých kovů, takže si je jejich držitelé už nemohli vyměnit za drahý kov v pevně stanoveném poměru. Dnes jsou drahé kovy předmětem obchodu, takže se jejich cena mění, kdežto emitentem (vydavatelem) bankovek je státní banka a ručitelem měny pouze stát.
Tím však „odhmotňování“ peněz neskončilo. Když se zavedly bankovní účty a úvěry, nemusely být všechny peníze kryty kovem a od 19. století ani bankovkami. Naopak stále větší část měnové zásoby byla a je na bankovních účtech, od poloviny 20. století elektronických. Peníze tak už nejsou ani papír, nýbrž záznamy v počítačových systémech. Jejich jistota se tím příliš nezměnila: nadále za měnu ručí stát, nepřímo ale všichni jejich držitelé. Kdyby je lidé přestali přijímat, měna by se zhroutila, proto je jejich přijímání na území daného státu zpravidla vynuceno zákony. Naproti tomu elektronické peníze umožňují daleko pružnější zacházení s nimi.

## Elektronické peníze
Na začátku 21. století s rozvojem informačních technologií a používání platebních karet se začaly objevovat návrhy na zrušení peněz ve formě hotovosti. Nicméně do roku 2018 k tomu zatím nedošlo v žádném státě na světě.

## Inflace a krize
Zavedením a prosazením „fiat měny“ (z lat. fiat, budiž!), založené pouze na zárukách bank a států, se sice odstranila hospodářská omezení díky nedostatku zlata, vzniklo však nové riziko znehodnocování peněz čili inflace. V průběhu 20. století se různé měny postupně zbavovaly zlatého krytí (Velká Británie 1931, USA 1971 a jako poslední Švýcarsko roku 1999). Nicméně už předtím, zejména v souvislosti s oběma válkami, začala vznikat trvalá inflace. Například v USA vzrostly ceny mezi léty 1915 a 2006 téměř 20×, z toho mezi léty 1970 a 2006 5×.

## Některé historické měny

### Antické Řecko
- Drachma – aténská stříbrná měna byla stanovena tak, že z talentu stříbra (21,196 kg) se vyrazilo 6000 drachem. Jako u jiných stříbrných měn, mince se razily v násobcích (didrachma, tetradrachma).

### Řím
V rané době se v Itálii platilo váženou mědí a bronzem. Stříbrný denár (denarius, desítka), zavedený roku 211 př. n. l., vážil 4,5 g a platil deset měděných assů. Římská mincovna byla umístěna v chrámu bohyně Juno Moneta a odtud se odvozují názvy peněz v mnoha evropských jazycích (moneta, money, monnaie, mince), V polovině 3. století, kdy už denár neobsahoval téměř žádné stříbro, jej nahradil bronzový antonianus. Od 1. století př. n. l. se razil i zlatý aureus, zpočátku nepravidelně a z válečné kořisti. Původně odpovídal 24 denárům, ve 4. století, kdy hodnota denáru klesala, byla poměr mnohonásobně větší. Roku 312 zavedl císař Konstantin I. Veliký zlatý solidus o váze 4,5 g.

### Mincovní hospodářství ve středověké Evropě
- Franská říše užívala zlaté mince triens i stříbrnou měnu, kde 12 pfennigů = šilink, 20 šilingů = římská libra = 327,45 g (později nahrazena markou=234 g).
- V 11. století se rozšířila ražba velmi tenkých stříbrných brakteátů, což jsou i nejstarší české mince. Od 13. století se zavádějí silnější a dvoustranné stříbrné groše (z lat. grossus, tlustý). Tourský groš Ludvíka IX.z roku 1266 byl vzorem pro pražský groš (1300).

### Zlaté mince ve středověku a novověku

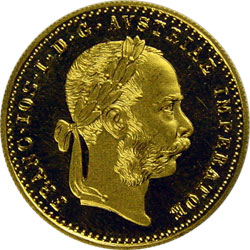
Rakouský zlatý dukát (1910)

- Arabské zlaté mince byly zprvu napodobeniny byzantských solidů, později vznikly arabské dináry.
- Mezi významné měny v Itálii patřily od roku 1252 florentské florény (3,5 g zlata) a od roku 1284 benátské dukáty (od názvu vévodství Ducatus), ražené z byzantského, později i uherského zlata.
- Frank vznikl jako původně francouzská mince z roku 1360, název podle textu Francorum rex.
- Anglická guinea se razila v letech 1663 až 1816 a původně měla 20, od 17. století 21 shillingů.
- Ruský imperiál vznikl roku 1755 a rovnal se 10 rublům.
- Jihoafrický Krugerrand (podle P. Krugera, prezidenta Transvaalu) byla rozšířená obchodní mince o váze 31,1 gramu.
- Luisdor (podle Ludvíka XIII.) se razil ve Francii od roku 1640 do roku 1803 a vážil 7,6 gramu.
- Pistole dal razit ve Španělsku Filip II., 1556–1589, vážily 6,2 gramu.
- Rýnský zlatý vznikl z dohody čtyř kurfiřtů roku 1386, vážil 3,39 gramu ryzího kovu a používal se i v českých zemích.
- Sovereign se razil v Anglii od roku 1489 do roku 1604, vážil 15,55 gramu a rovnal se 20 shillingům. (Nezaměňovat s britskou mincí stejného názvu raženou od roku 1817!)

### Vývoj měny v USA
Americký dolar vznikl roku 1785 a do roku 1900 byl definován jak vůči stříbru, tak vůči zlatu. V letech 1900–1933 byl definován pouze vůči zlatu a roku 1934 byl radikálně devalvován o 41 %: zlatý obsah dolaru pak tvořilo 0,888671 g ryzího zlata. Devalvace nebyla vynucena úbytkem zlatých rezerv, nýbrž měla podpořit americký vývoz v době krize. V letech 1945–1971 byl dolar v rámci Brettonwoodského měnového systému světovou měnou, která cizím vládám zaručovala směnitelnost za zlato v pevném poměru. Roku 1975 se dolar definitivně odpojil od zlata, jehož cena v dolarech od té doby do roku 2010 vzrostla asi 25×.
Po roce 1973 státy OPEC, především pak Saúdská Arábie, přistoupili na výlučnou platby v dolarech (tzv. petrodolar) výměnou za ochranu ze strany USA. Vzhledem k oslabování amerického dolaru oproti cizím měnám (po roce 2002), např. vůči nově vzniklému euru a také vzhledem k pokračujícímu nárůstu rozpočtových i obchodních deficitů USA však stoupá tlak na opuštění tohoto uspořádání. Dalším faktorem ústupu významu dolaru je ekonomický nástup Číny a s tím související vzrůst obchodu mezi státy OPEC a Čínou, který snižuje důležitost dolaru pro tyto státy. Kromě ekonomických důvodů se však také výrazně projevují důvody politické, ať už zmíněná ochrana režimů států Perského zálivu ze strany USA směřující k posílení role dolaru, tak v obráceném gardu např. vznik Íránské ropné burzy (IOB) v roce 2008 směřující k jeho oslabení. Spekuluje se také, že jedním z důvodů invaze USA do Iráku v roce 2003 bylo rozhodnutí Saddáma Husajna přejít k obchodování s ropou v eurech namísto v dolarech.

### Evropa po druhé světové válce
Evropské země, silně poničené válkou, musely provést měnové reformy a silné devalvace. Západní země přijaly velkou pomoc USA (Marshallův plán) a dolar se stal vedoucí rezervní měnou. Po rozpadu Brettonwoodského systému vytvořily země Evropských společenství roku 1979 EMS, navázaný na ECU, od něhož se kurzy národních měn neměly odchylovat o více než plus minus 2,25 % (s úlevami pro slabší měny). 16. 9. 1992 („černá středa“) však ze systému vypadly britská libra a italská lira a v r. 1993 bylo pásmo odchylek rozšířeno na plus minus 15 %.
Od roku 1993 začala také platit kritéria Maastrichtské smlouvy, která připravovala vytvoření Evropské měnové unie a společné měny, od roku 1995 nazvané euro. Od roku 1997 platí pro země užívající euro Pakt stability a růstu, roku 1998 vznikla Evropská centrální banka, od roku 2000 se začalo euro používat a od 1. 1. 2002 začaly platit bankovky a mince. Euro používá k roku 2025 celkem 20 členských zemí EU (tzv. eurozóna) a řada dalších států a území mimo EU.